# Вулканизация
Вулканизация е химико-технологичен процес на взаимодействието на каучука с вулканизиращ агент, при който произтича свързване на молекулите на каучука в единна пространственна връзка. При този процес се повишават характеристиките на каучука – неговата твърдост, еластичност, топло- и мразоустойчивост, намалява се разтворимостта му в органични разтворители.
Вулканизиращи агенти могат да бъдат някои химични елементи или съединения: сяра, пероксиди, метални оксиди, съединения от аминен тип и др. За повишаване скоростта на процеса на вулканизация, се използват различни ускорители.
Вулканизацията е открита случайно от Чарлз Гудиър през 1839 година. През 1909 г. екип под ръководството на Фриц Хофман в лабораторията Bayer в Германия създава успешно полимеризиран метил-изопрен - първият синтетичен каучук. През 1910 г. руският учен Сергей Василиевич Лебедев синтезира за първи път каучук на основата на бутадиен.
Процесът е назован в чест на древноримския бог на огъня Вулкан. Вулканизираният каучук се нарича гума.